# Mapungubwe
Mapungubwe è stata una città situata nel Sudafrica settentrionale. Fu fiorente nel periodo tra il 1050 ed il 1270 essendo nel punto in cui confluiscono i fiumi Shashe e Limpopo (22°02′S 29°36′E), e fu capitale del regno pre-Shona che occupava parte degli odierni Botswana e Zimbabwe. Al giorno d'oggi la città è un patrimonio dell'umanità, un parco nazionale ed un sito archeologico.
Il territorio di Mapungubwe venne dichiarato patrimonio dell'umanità il 3 luglio 2003.
Una delle sue colline si chiama "Mapungubwe Hill", che significa "casa degli sciacalli". È una collina di arenaria, con pareti verticali di circa 30 metri d'altezza ed una cima piatta lunga approssimativamente 300 metri. La collina venne abitata per settanta anni tra il 1220 ed il 1290.

## Società
La società di Mapungubwe fu una delle "più complesse dell'Africa". Gli archeologi ritengono che fosse il primo sistema sociale basato sulle classi in Africa meridionale; in base a questo i capi erano separati dagli abitanti grazie ad un grado maggiore.
La vita era incentrata attorno alla famiglia ed all'agricoltura. Vennero creati siti speciali per riti d'iniziazione, attività familiari ed altre funzioni sociali. Il bestiame viveva in kraal situati nei pressi delle abitazioni, al fine di mostrarne il valore.
Buona parte delle supposizioni che sono state fatte su questa popolazione è dovuta ai resti delle abitazioni; i Mapungubwe non hanno lasciato tradizioni scritte né orali.

## Scoperta

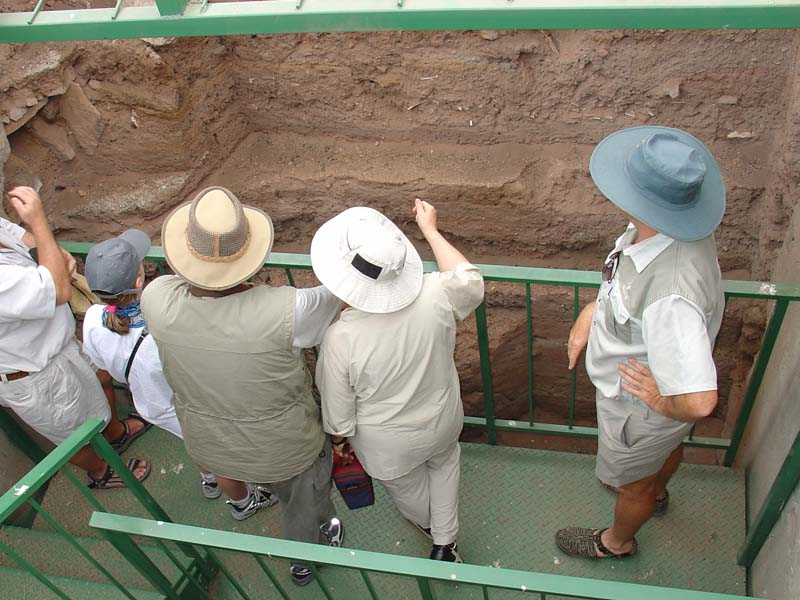
Uno scavo archeologico sul sito di Mapungubwe.

Dopo la caduta, Mapungubwe venne dimenticata fino al 1932. Su New Year's Eve del 1932, E. S. J. van Graan, agricoltore locale e cercatore d'oro, insieme al figlio, ex studente della Università di Pretoria, scoprì la ricchezza d'artefatti in cima alla collina. Parlarono della scoperta al professor Leo Fouché della stessa università, pianificando i futuri scavi.
Dato che furono subito rinvenuti molti artefatti in oro, la locazione di Mapungubwe venne tenuta segreta per il timore dei tombaroli. I ritrovamenti sono stati datati tra il 1000 ed il 1300 e consistono di materiale in ceramica, collane in vetro, ornamenti in oro (compreso il famoso rinoceronte d'oro), resti organici, avorio intarsiato, ossa e ferro e rame lavorati.

## Parco nazionale di Mapungubwe
Attualmente l'area fa parte del Parco nazionale di Mapungubwe che, insieme al Tuli Block (Botswana) ed alla Tuli Safari area (Zimbabwe), rientra nel Parco transfrontaliero di Limpopo/Shashe.

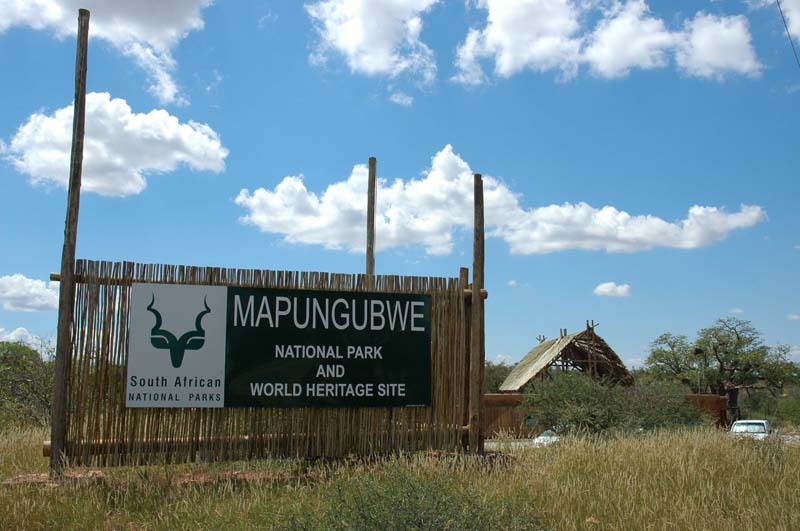
Entrata del Parco nazionale di Mapungubwe, provincia di Limpopo
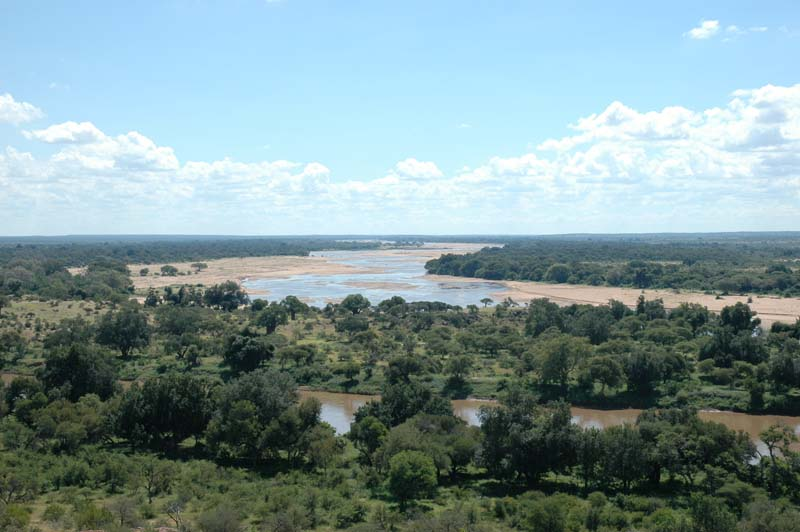
Immagine pressa dal Sudafrica, sulla sinistra il Botswana e sulla destra lo Zimbabwe. Il fiume che scorre da sinistra a destra è il Limpopo. Quello che scompare all'orizzonte è il Shashe
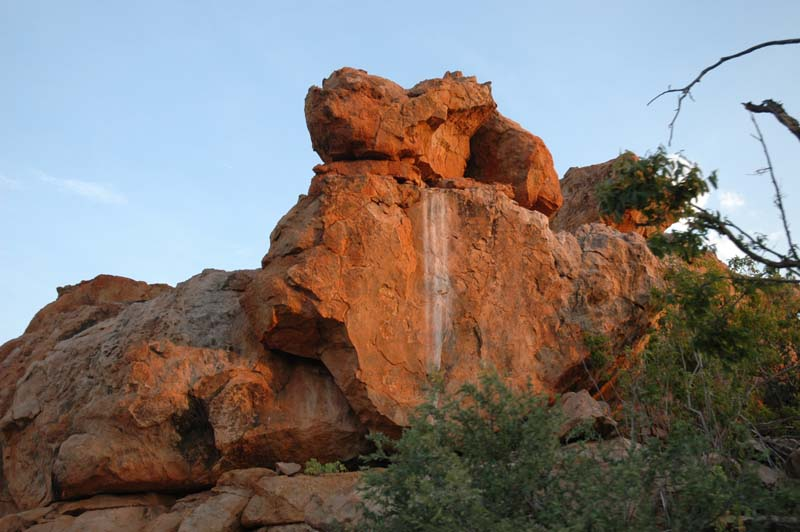
Formazioni d'arenaria tipiche del Parco nazionale di Mapungubwe
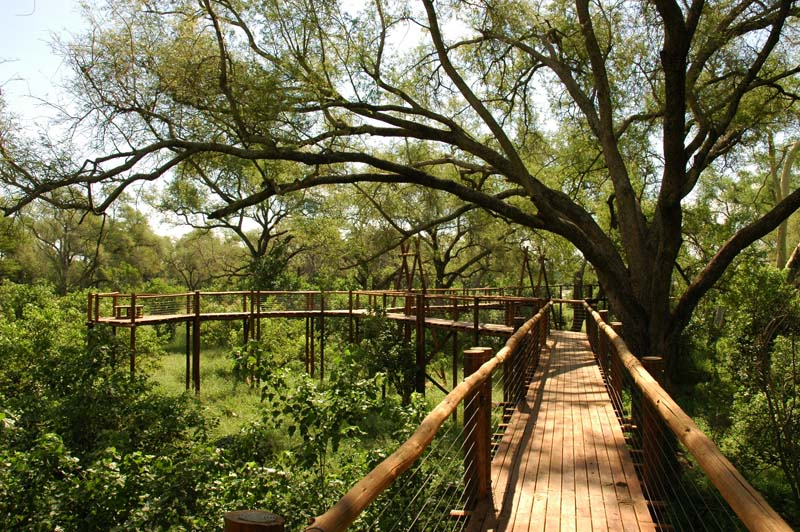
Treetop Boardwalk. Tutte le strutture del Parco nazionale sono accessibili anche per i disabili.